# Lamprotornis caudatus
Lamprotornis caudatus là một loài chim trong họ Sturnidae. Loài cư trú ở rừng nhiệt đới châu Phi từ Senegal đến phía đông Sudan. Loài chủ yếu tìm thấy ở vùng rừng mở và khu vực đất trồng trọt. Nó đẻ trứng trung bình từ 2 đến 4 quả 1 lứa.

## Hình ảnh

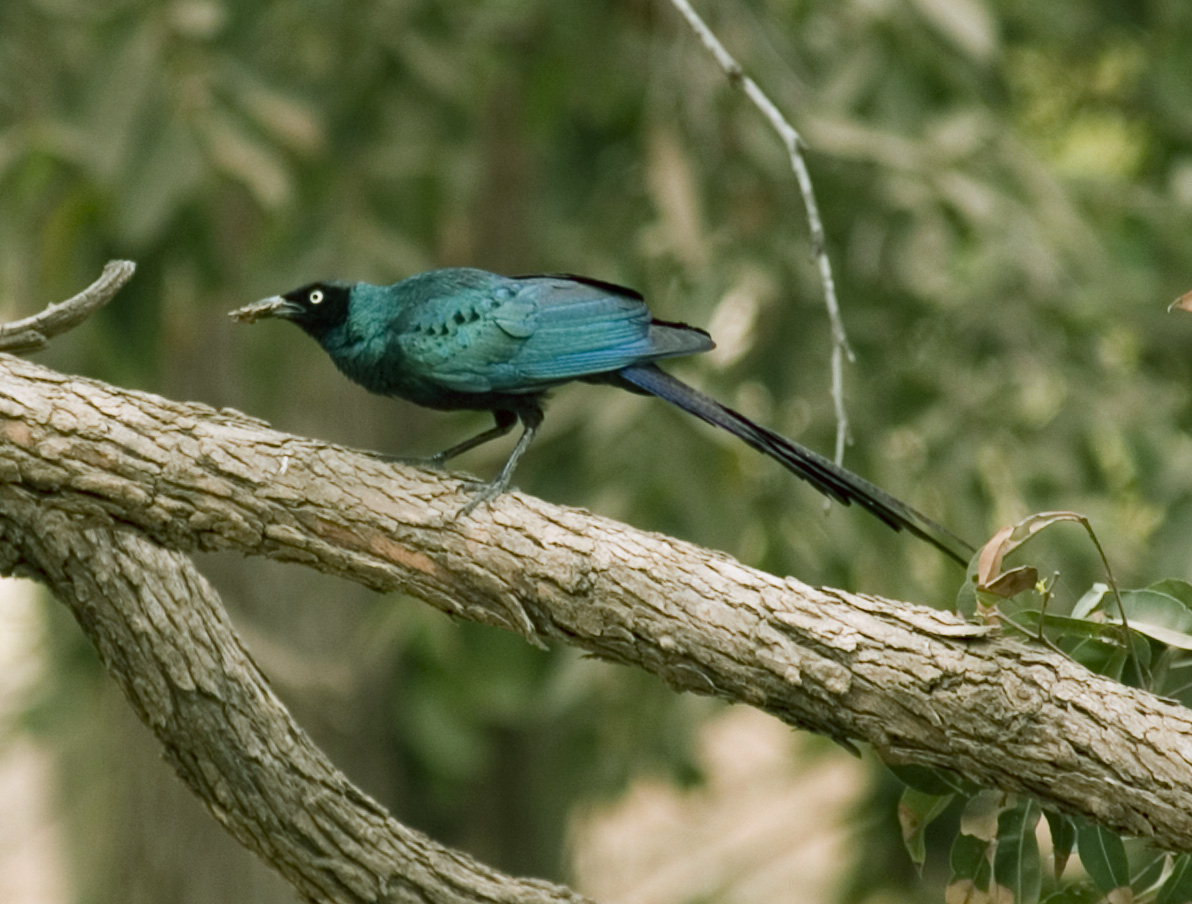
Một cá thể trong loài đang kiếm ăn.